# Tiếng Hawaii
Tiếng Hawaii (tiếng Hawaiian: ʻŌlelo Hawaiʻi) là một ngôn ngữ thuộc nhóm Polynesia của Ngữ tộc Malay-Polynesia trong Ngữ hệ Nam Đảo. Tên của ngôn ngữ này được gọi theo tên của Hawaiʻi, hòn đảo lớn nhất quần đảo Hawaii và cả Hoa Kỳ. Tiếng Hawaii cùng với tiếng Anh là ngôn ngữ chính thức của tiểu bang Hawaii. Vua Kamehameha III đã ban hành Hiến pháp đầu tiên bằng tiếng Hawaii vào năm 1839 và 1840.
Vì nhiều nguyên nhân, bao gồm việc từng bị cấm xuất hiện trong trường học, số người nói tiếng Hawaii bản địa đã giảm dần từ những năm 1830 đến những năm 1950. Tiếng Hawaii về cơ bản bị thay thế bởi tiếng Anh tại 6 trong số 7 hòn đảo có người sinh sống (trừ đảo Niʻihau). Năm 2001, số người nói tiếng Hawaii bản địa là dưới 0,1% dân số toàn bang. Các nhà ngôn ngữ học lo ngại về sự tuyệt chủng của ngôn ngữ này 
Tuy thế, từ năm 1949 đến nay, ngôn ngữ này đang dần dần được chú ý và khuyến khích. Một ngôn ngữ khác được nói tại Hawaii nói chung được gọi là "Hawaii Creole English". Ngôn ngữ này được phát triển từ tiếng Anh bồi và thường được gọi là "Pidgin"(tiếng bồi). Chỉ có 12 chữ cái trong bảng chữ cái tiếng Hawaii, cộng thêm dấu ʻ(okina) cho âm tắc hầu, được coi là một phụ âm.